# Lymantria bhascara
Lymantria bhascara este o specie de molii din genul Lymantria, familia Lymantriidae, descrisă de Moore 1859 Conform Catalogue of Life specia Lymantria bhascara nu are subspecii cunoscute.